# 著作権等管理事業法
著作権等管理事業法（ちょさくけんとうかんりじぎょうほう、平成12年11月29日法律第131号）は、著作権、著作隣接権を管理する事業を行う団体に関する法律である。
著作権ニ関スル仲介業務ニ関スル法律（仲介業務法、昭和14年法律第67号、1939年（昭和14年）12月13日公布・施行）に替わって2000年（平成12年）11月29日に公布され、2001年（平成13年）10月1日より施行された。

## 内容
著作権の仲介業務を行う団体についての法律。仲介業務とは、著作権者から著作権の管理を委託され、それに基づいて著作物について、第三者に使用許諾を与えたり、著作物使用料を徴収する団体（例えば音楽については日本音楽著作権協会（JASRAC）、文芸については日本文芸家協会著作権管理部など）。
なお、委託には以下の2種類がある。
- 著作権を移転して、管理する信託（しんたく）
- 著作権そのものは移転せず、使用の許諾などを代行させる委任（いにん）

## 主な内容
- 第一章 総則（第一条・第二条）
  - 目的および定義。
- 第二章 登録（第三条－第十条）
  - 著作権等管理事業者の登録、変更、廃業、抹消について。
- 第三章 業務（第十一条－第十八条）
  - 著作権等管理事業者の業務内容について。管理委託契約約款の説明、公示や使用料の規定の明示義務など。
- 第四章 監督（第十九条－第二十二条）
  - 著作権等管理事業者の業務内容の監督および登録の取り消しについて。
- 第五章 使用料規程に関する協議及び裁定（第二十三条・第二十四条）
  - 使用料についての協議や裁定について。
- 第六章 雑則（第二十五条－第二十八条）
- 第七章 罰則（第二十九条－第三十四条）